# Токарева (Юргамиський район)
То́карева (рос. Токарева) — присілок у складі Юргамиського району Курганської області, Росія. Входить до складу Кислянської сільської ради.
Населення — 212 осіб (2010, 268 у 2002).